# Heinrich Paulizky
Heinrich Felix Paulizky (* 19. März 1752 in Kirn; † 12. November 1791 in Guntersblum) war ein deutscher Arzt und Autor.

## Leben

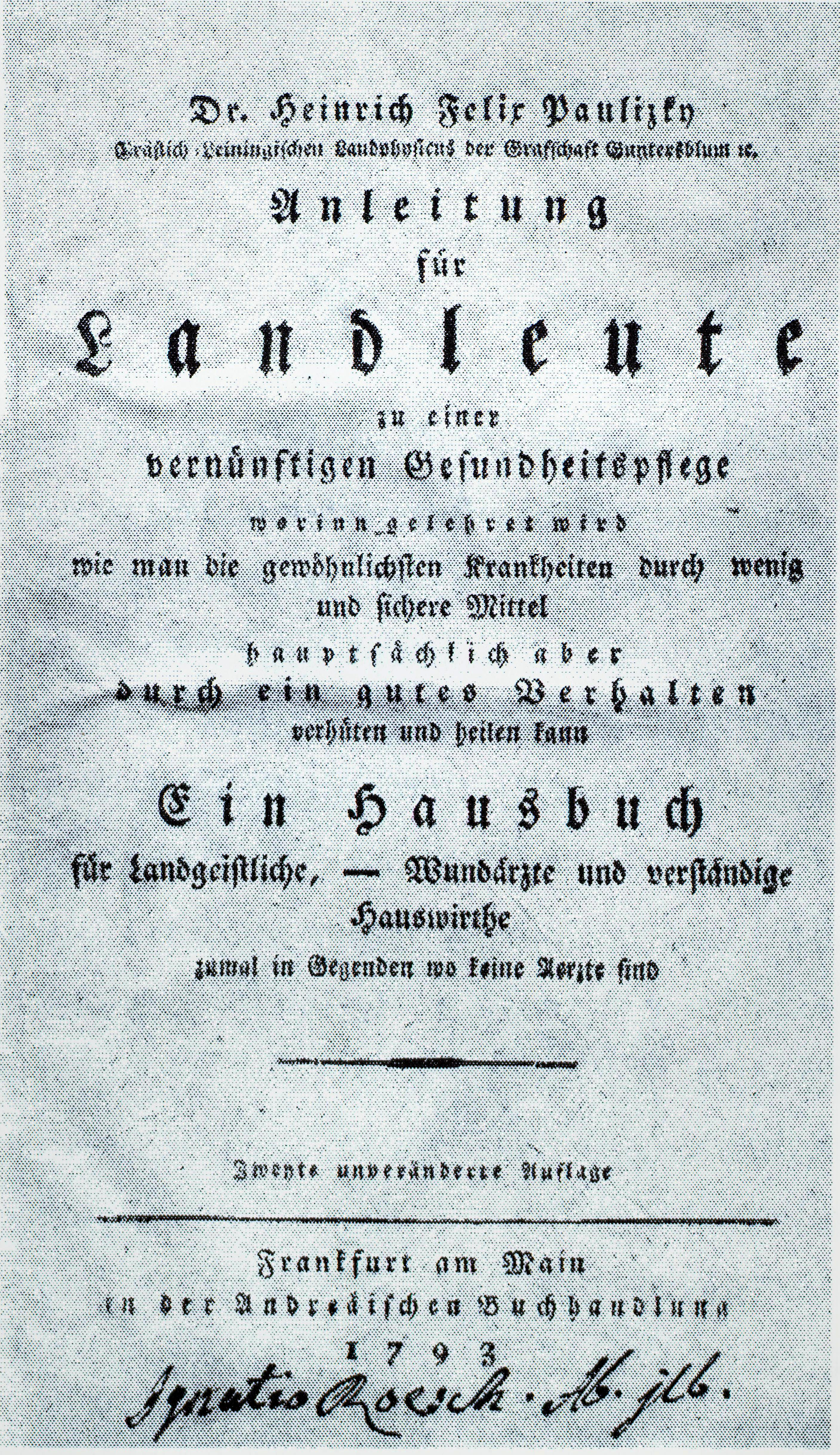
Der Buchumschlag des Bestsellers Anleitungen für Landleute zu einer vernünftigen Gesundheitspflege von Heinrich Paulizky

Heinrich Paulizky wurde 1752 als dritter Sohn des Oberpfarrers und Fürstlich Salm-Salmschen Konsistorial Assessors Johann Nikolaus Paulizky und dessen Frau Maria Dorothea, geborene Reuß, in Kirn geboren.
Nachdem er sein Studium der Medizin erfolgreich mit der Promotion zum Dr. med abgeschlossen hatte, begann Paulizky eine praktische Ausbildung beim Herzoglichen Pfalz-Zweibrückischen wirklichen Geheimen Rat und ersten Leibarzt Dr. Carl Heinrich Rose. Hier betätigte er sich auch erstmals als Schriftsteller: Er brachte 1784 den Sammelband der Medizinischen praktischen Beobachtungen heraus. In Frankfurt am Main verlegt, erschien 1786 eine weitere Ausgabe des Buches.
1775 schließlich begann er seine Tätigkeit als Arzt. Er ließ sich im Alter von 23 Jahren in seinem Geburtsort Kirn  als Arzt nieder. Sein Zuständigkeitsbereich als Arzt führte dabei von der Stadt Idar-Oberstein bis Kirchberg im Hunsrück.
Im Sommer 1786 wurde er zum Gräflich-Leiningischen Landphysikus in Guntersblum ausgezeichnet. Am 4. Dezember desselben Jahres heiratete Paulizky seine Frau Wilhelmina Regina Magdalena Gümbel, eine Tochter des Fürstlich Salm-Kyrburgischen Hofrates und Kammerdirektors in Kirn, Friedrich Casimir Gümbel. 1790 ernannte man ihn schließlich zum Gräflichen Rat. In der Folgezeit zeugte er mit seiner Frau drei Kinder.
1791 erschien schließlich sein Buch Anleitungen für Landleute zu einer vernünftigen Gesundheitspflege. Das Buch entwickelte sich zum wahren Bestseller. Von 1791 bis 1849, also auch noch nach seinem Tod, erschienen insgesamt zehn Auflagen des Buches.
Heinrich Paulizky starb am 12. November 1791 im Alter von nur 39 Jahren in seinem Heimatort Guntersblum.

## Werke
- 1784: Sammelband Medizinische praktische Beobachtungen
- 1791: Anleitungen für Landleute zu einer vernünftigen Gesundheitspflege, 3. Auflage 1799 (Digitalisat)

## Auszeichnungen

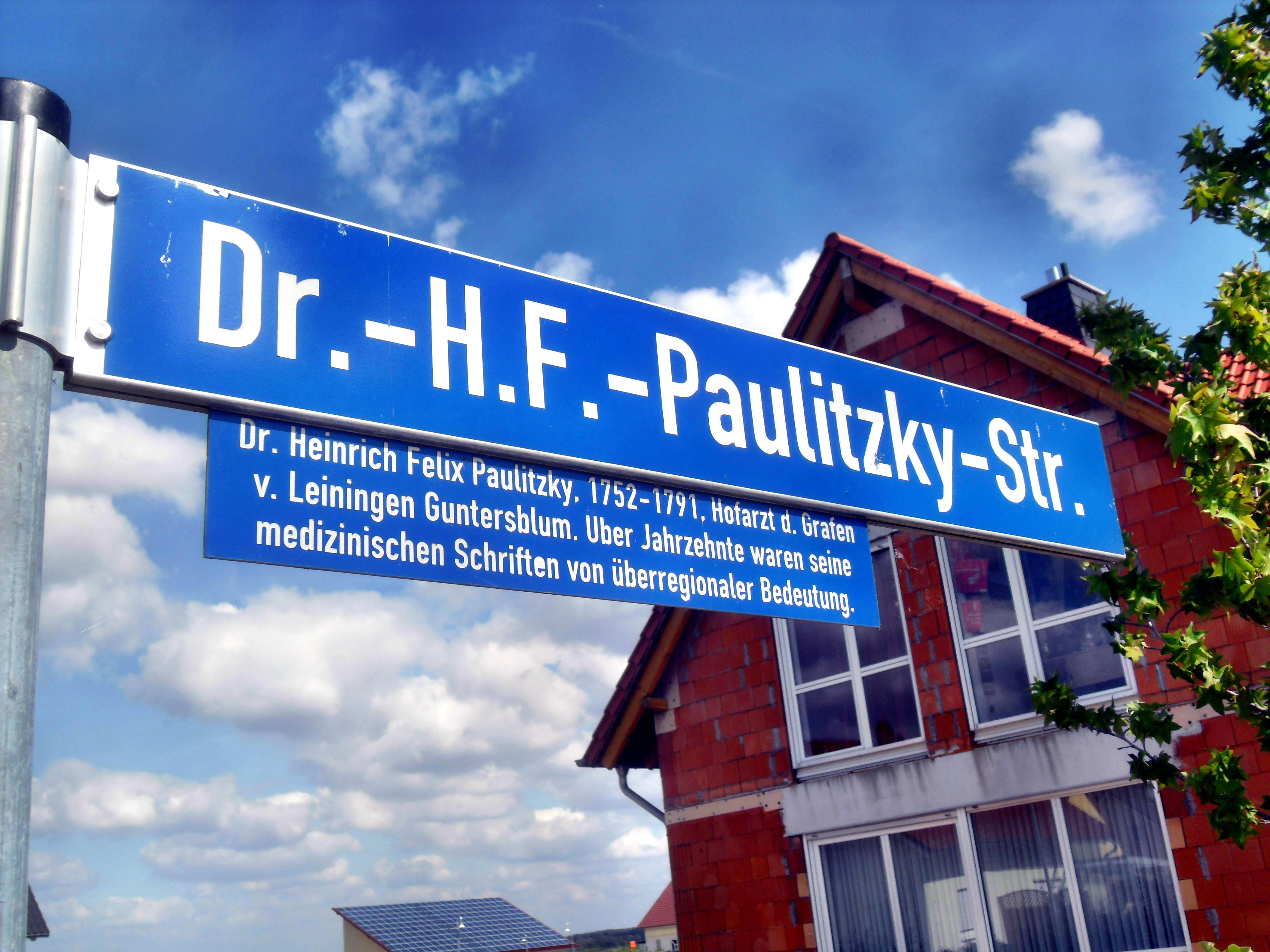
Straßenschild der Dr.-H.F.-Paulitzky-Straße in Guntersblum

- In seinem Heimatort Guntersblum wurde eine Straße namens Dr.-H.F.-Paulitzky-Straße nach ihm benannt.